# Harbhajan Singh
Pour les articles homonymes, voir Singh et Bhajji (homonymie).
Harbhajan Singh (panjābī: ਹਰਭਜਨ ਸਿੰਘ), surnommé Bhajji,  est un joueur de cricket international indien né le 3 juillet 1980 à Jullundur (actuelle Jalandhar) dans le Pendjab.